# Celebrity Theatre

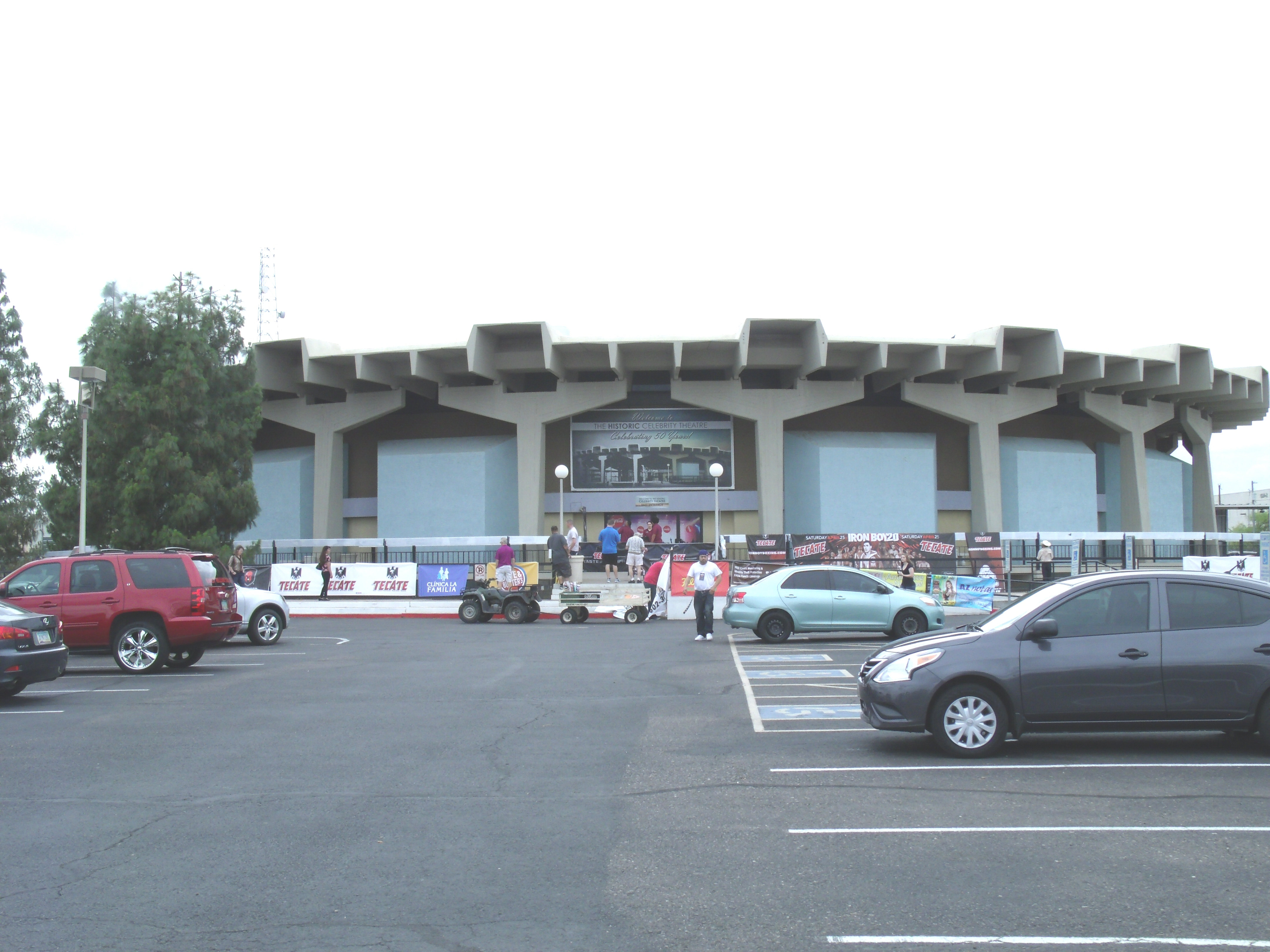
Celebrity Theatre

Das Celebrity Theatre ist ein Theaterbau in Phoenix im US-Bundesstaat Arizona. Er fasst 2650 Zuschauer.
Der Rundbau wurde als Kongresszentrum (convention center) von dem Architekten Perry Neuschatz entworfen und am 13. Januar 1964 mit einer Aufführung des Musicals South Pacific eröffnet. Auf dem 10. Jahrestreffen des Prestressed Concrete Institute im September 1964 in Washington wurde Neuschatz der Preis für das herausragendste Gebäude des Jahres überreicht.
Am 24. Januar 2019 wurde das Theater in das National Register of Historic Places aufgenommen.